# Stenplockare

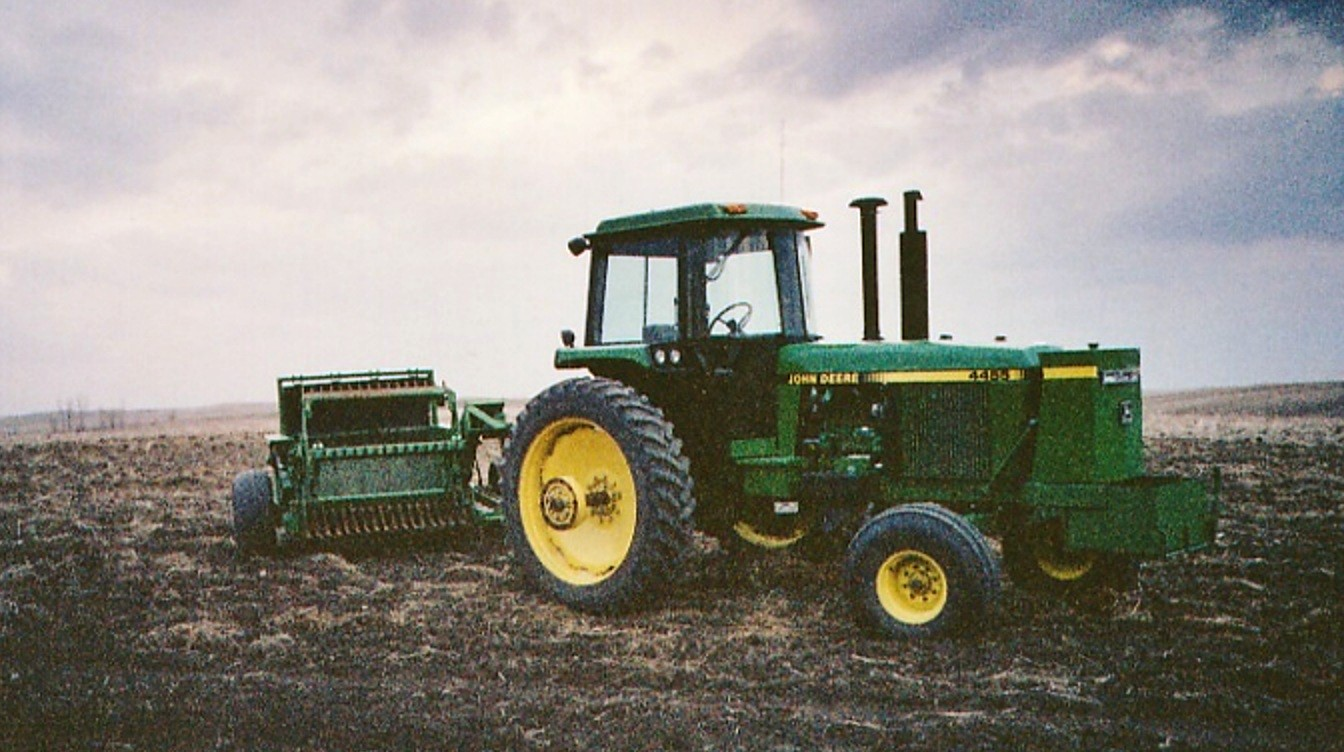
Stenplockare (2005)

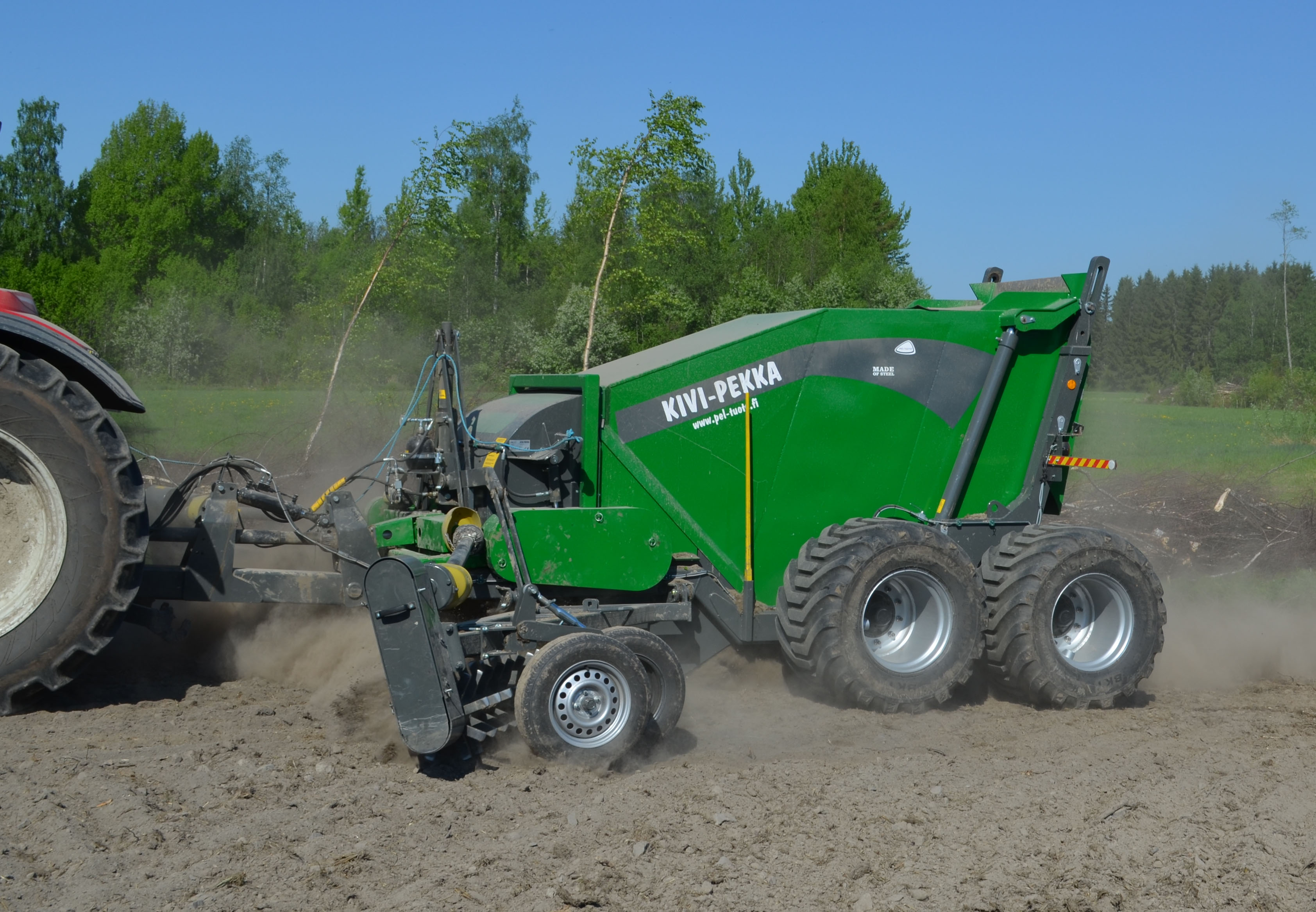
Stenplockare med traktor på åker.

En stenplockare eller stenplockningsmaskin är en traktordriven arbetsmaskin för att samla upp stenar från åkrarnas ytskikt. Förutom stenar kan man också samla upp trä och annat skräp med maskinen. Stenplockare används i jordbruket och ibland också i grönanläggning, såsom vid byggandet av golfbanor och parkområden, samt vid grundförbättring av grusvägar.
Att plocka sten från åkrarna förhindrar att stenarna förorsakar skador på andra åkermaskiner, såsom skördetröskor, slåttermaskiner och balpressar. Att avlägsna stenarna förbättrar även markens bördighet. Till exempel vallfoderskörden ökar, när vallen kan slås längre ner utan att oroa sig för stenar. Även vid skörd av rotfrukter, såsom potatis och morot, är stenarna besvärande. Att avlägsna stenarna är särskilt viktigt i Sverige, Finland, Norge och på andra ställen i norr, eftersom tjälen lyfter stenar från jordens inre mot ytan. Ofta används stenplockare också för att röja nya åkrar. Stenplockarens ägare kan vara en jordbrukare eller en entreprenör, men stenplockaren kan även vara samägd.
Stenplockaren har en strängläggare, som samlar stenarna vanligtvis på 4–6 meters bredd, samt en lyfttrumma, som lyfter de samlade stenarna i behållaren. I processen sållas jorden från stenarna och de rena stenarna kan användas i markarbete. Från behållaren kan stenarna tippas antingen till önskad plats i terrängen eller till exempel en släpvagn för borttransportering. Kraften överförs från traktorn till stenplockaren med kraftöverföringsaxeln och inne i stenplockaren överförs effekten med remmar, som också dämpar stötar. Stenplockarna kan vanligtvis lyfta stenar upp till 50 centimeter i diameter.